# Championnat d'Ouzbékistan de football 2016
Navigation
Saison précédente Saison suivante
La saison 2016 du Championnat d'Ouzbékistan de football est la vingt-quatrième édition de la première division en Ouzbékistan, organisée sous forme de poule unique, l'Oliy Liga, où toutes les équipes se rencontrent deux fois au cours de la saison. En fin de saison, le dernier du classement est relégué tandis que l’avant-dernier doit disputer un barrage de promotion-relégation.
C'est le Lokomotiv Tachkent qui remporte le titre après avoir terminé en tête du classement final, avec onze points d'avance sur un duo composé du FK Bunyodkor et du Nasaf Qarshi. C'est le tout premier titre de champion d'Ouzbékistan de l'histoire du club, qui réussit même le doublé en s'imposant en finale de la Coupe d'Ouzbékistan face au Nasaf Qarshi.

## Qualifications continentales
Trois places en Ligue des champions de l'AFC sont attribuées en fin de saison : le premier se qualifie pour la phase de groupes de la compétition, les deuxième et troisième obtiennent leur billet pour les barrages de cette même compétition.

## Clubs participants
- Pakhtakor Tachkent
- Neftchi Ferghana
- FK Bunyodkor
- Navbahor Namangan
- FK Bukhara
- Mash'al Mubarek
- PFK Shurtan Guzar
- PFK Andijan
- Kokand 1912
- FK Kyzylkum Zarafshan
- FK AGMK
- Lokomotiv Tachkent
- FK Obod Tachkent - Promu de Birinchi Liga
- Nasaf Qarshi
- Metallurg Bekabad
- Sogdiana Jizzakh

## Compétition
Le barème de points servant à établir le classement se décompose ainsi :
- Victoire : 3 points
- Match nul : 1 point
- Défaite : 0 point

### Classement
| Rang | Équipe              | Pts | J  | G  | N | P  | Bp | Bc | Diff |
| ---- | ------------------- | --- | -- | -- | - | -- | -- | -- | ---- |
| 1    | Lokomotiv TachkentC | 74  | 30 | 23 | 5 | 2  | 77 | 24 | +53  |
| 2    | FK Bunyodkor        | 63  | 30 | 18 | 9 | 3  | 46 | 13 | +33  |
| 3    | Nasaf Qarshi        | 63  | 30 | 19 | 6 | 5  | 60 | 24 | +36  |
| 4    | FK Bukhara          | 58  | 30 | 17 | 7 | 6  | 42 | 27 | +15  |
| 5    | Pakhtakor TachkentT | 52  | 30 | 15 | 7 | 8  | 49 | 30 | +19  |
| 6    | Qizilqum Zarafshon  | 50  | 30 | 14 | 8 | 8  | 41 | 32 | +9   |
| 7    | Metallurg Bekabad   | 49  | 30 | 14 | 7 | 9  | 47 | 34 | +13  |
| 8    | Mash'al Mubarek     | 38  | 30 | 11 | 5 | 14 | 35 | 41 | -6   |
| 9    | PFK Shurtan Guzar   | 35  | 30 | 12 | 2 | 16 | 43 | 56 | -13  |
| 10   | Sogdiana Jizzakh    | 34  | 30 | 9  | 7 | 14 | 23 | 41 | -18  |
| 11   | Neftchi Ferghana    | 31  | 30 | 9  | 4 | 17 | 28 | 43 | -15  |
| 12   | Kokand 1912         | 29  | 30 | 8  | 5 | 17 | 31 | 55 | -24  |
| 13   | FK AGMK             | 26  | 30 | 8  | 2 | 20 | 40 | 57 | -17  |
| 14   | FK Obod TachkentP   | 24  | 30 | 6  | 6 | 18 | 25 | 51 | -26  |
| 15   | Navbahor Namangan   | 23  | 30 | 6  | 5 | 19 | 37 | 66 | -29  |
| 16   | PFK Andijan         | 23  | 30 | 6  | 5 | 19 | 20 | 50 | -30  |

|  | Qualification pour la Ligue des champions de l'AFC 2017                                |
|  | Qualification pour le tour préliminaire de la Ligue des champions de l'AFC 2017        |
|  | Participation au barrage de promotion-relégation                                       |
|  | Relégation directe en Birinchi Liga                                                    |
|  | T : Tenant du titre C : Vainqueur de la Coupe d'Ouzbékistan P : Promu de Birinchi Liga |

### Matchs

#### Barrage de promotion-relégation
| 28 novembre 2016 | Navbahor Namangan                        | 3 - 1 | FK Naryn (D2) | TTYMI Stadion, Tachkent                  |                                          |
| 09:00            | I. Isakjanov 23e · A. Makhmudov 29e, 84e |       | 34e Dostonov  | Spectateurs : 582 Arbitrage : B. Namazov | Spectateurs : 582 Arbitrage : B. Namazov |

- Les deux formations se maintiennent dans leur championnat respectif.

## Bilan de la saison
| Championnat d'Ouzbékistan de football 2016            |                                |
| Champion                                              | Lokomotiv Tachkent (1er titre) |
| Coupes et trophées                                    |                                |
| Vainqueur de la Coupe d'Ouzbékistan 2016              | Lokomotiv Tachkent             |
| Qualifications continentales                          |                                |
| Ligue des champions de l'AFC 2017                     | Lokomotiv Tachkent             |
| Ligue des champions de l'AFC 2017 (tour préliminaire) | FK Bunyodkor                   |
| Ligue des champions de l'AFC 2017 (tour préliminaire) | Nasaf Qarshi                   |
| Promotions et relégations                             |                                |
| Promus en Oliy Liga                                   | PFK Dinamo Samarqand           |
| Relégués en Birinchi Liga                             | PFK Andijan                    |